# 343 (عدد)
343 (ثلاثمائة وثلاثة وأربعون ) هو عدد صحيح  يلي العدد 342 ويسبق العدد 344 وهو عدد طبيعي موجب.

## في الرياضيات

### خصائص
- 343 عدد فردي